# Kirjat Tiw’on

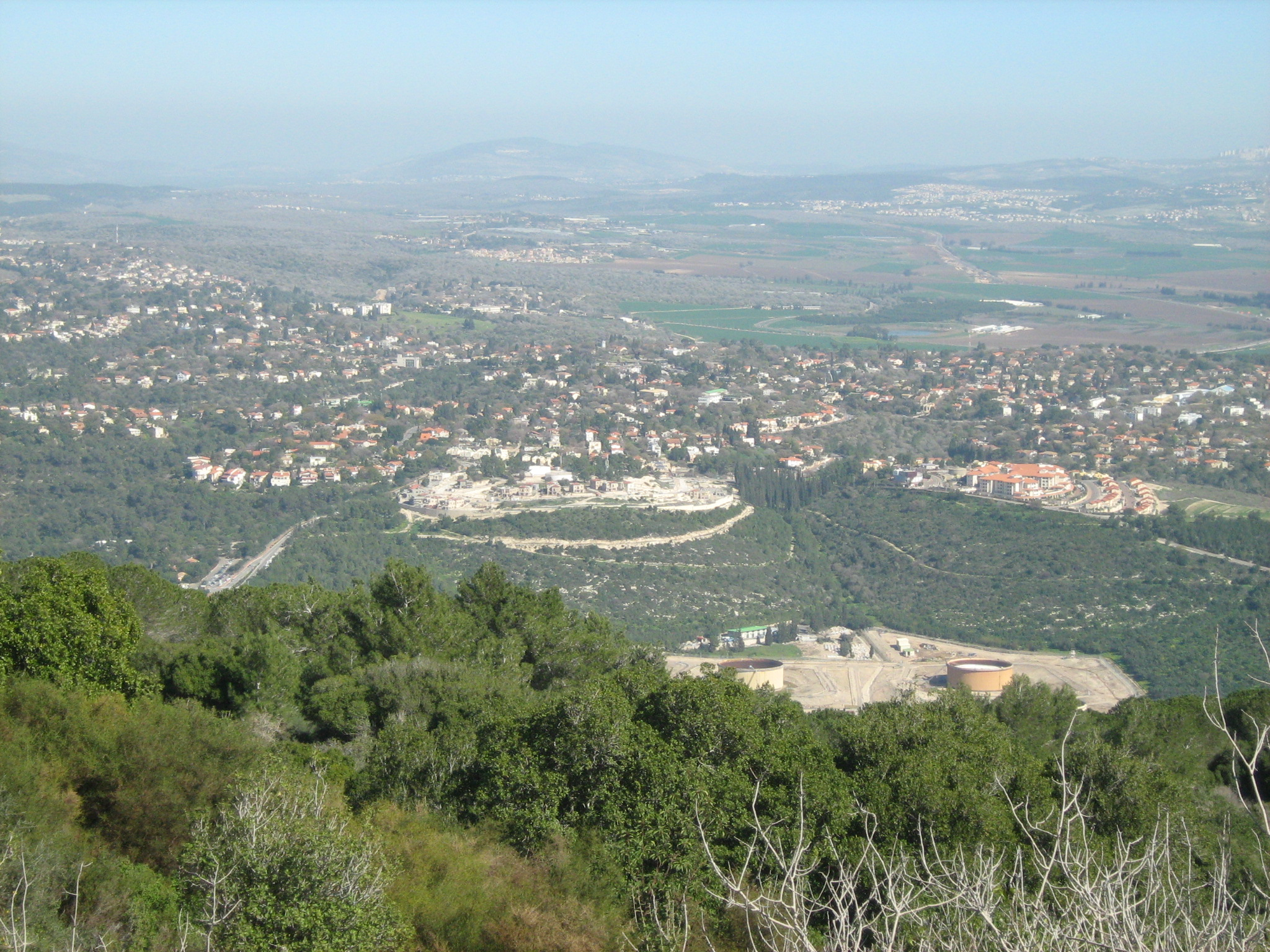
Blick auf Kirjat Tiwʿōn

Kirjat Tiwʿon (hebräisch קִרְיַת טִבְעוֹן Qirjat Ṭivʿōn; durch die Übertragung aus dem Hebräischen kommen abweichende Schreibweisen vor, z. B. Qiryat Tivʿōn) ist ein Lokalverband in Galiläa im Norden Israels mit 18.121 Einwohnern (Stand 2018).

## Allgemeine Informationen
Der Ort liegt auf einem Hügelrücken östlich des Karmelgebirges am Kvisch , der israelischen Fernstraße, die Haifa und Nazareth verbindet.
Das Wappen von Kirjat Tiwʿon zeigt ein Alpenveilchen, das ein Wachstum in karger Umgebung und zugleich die Verbundenheit zur natürlichen Umgebung symbolisieren soll. Nach der Gründung des Staates Israel hatte Kirjat Tiwʿon den Status einer Entwicklungsstadt. Heute ist das durchschnittliche Bildungsniveau relativ hoch. In Kirjat Tiwʿon gibt es keine Industrie, aber zwei Schwimmbäder, ein Picknickgelände, eine Jugendherberge, ein Gästehaus und eine Einrichtung für häusliche Pflege.
In der Gegend von Kirjat Tiwʿon befinden sich mehrere soziale und Bildungseinrichtungen. In einem natürlichen Eichenwald im Stadtgebiet liegt das Jugenddorf Ramat Hadassah Szold (gegründet 1948 für neueingewanderte jüdische Waisenkinder) für 220 benachteiligte Kinder und Jugendliche zwischen 12 und 16 Jahren. Im Südwesten außerhalb der Stadt befindet sich das 1964 mit deutscher Unterstützung gegründete Behindertendorf Kfar Tiqwa. Westlich von Kirjat Tiwʿon liegt das 1951 gegründete Ausbildungszentrum Oranim (Kiefern oder Pinien) mit einem botanischen Garten und einem kleinen Zoo, das in Zusammenarbeit mit der Universität Haifa Erzieher und Lehrer ausbildet und angegliederter Mechinat Rabin.

## Geschichte
Kirjat Tiwʿon wurde 1958 aus drei Orten zusammengefasst, von denen zwei in der Zeit der „fünften ʿAlija“ (Einwanderungswelle) 1933 bis 1939, vornehmlich aus Deutschland, entstanden:
- Tivʿon, gegründet 1947, benannt nach einer Siedlung, die zur Zeit der römischen Besatzung vermutlich an der Stelle des benachbarten heutigen Kibbuz Allonim lag;
- Qirjat ʿAmal, gegründet 1937 und
- Elroʾi, gegründet 1936 von Einwanderern aus Kurdistan und benannt nach David El Roʾi, der dort im 12. Jahrhundert eine messianische Bewegung anführte, wo bis 1951 ein Bahnhof der Jesreʾeltalbahn bestand.
- Qirjat Charoschet, das 1934 und damit ebenfalls in der Zeit der fünften ʿAlija gegründet wurde, wurde 1979 als vierter Ort eingemeindet.

## Umgebung von Kirjat Tiwʿon
Wichtigste Sehenswürdigkeit ist der südöstlich von Kirjat Tiwʿon gelegene Nationalpark Beit Scheʿarim, vor rund 2000 Jahren der Sitz des höchsten jüdischen Gerichtshofes mit der wichtigsten jüdischen Begräbnisstätte aus der Entstehungszeit von Mischna und Talmud. Die Katakomben wurden ausgegraben und mit Parkanlagen umgeben.
Bei der nordöstlich gelegenen Siedlung Allonei Abba soll ein offener archäologischer Park entstehen. Hier war bei Bauarbeiten im September 2006 eine mehr als 2000 Jahre alte Ölmühle und Ölpresse entdeckt worden, die nach Ansicht der Archäologen seit der hellenistischen Zeit (4. Jahrhundert v. Chr.) bis zur frühen römischen Epoche (1. Jahrhundert) in Gebrauch war.

## Städtepartnerschaften
Kirjat Tiwʿon unterhält Städtepartnerschaften zu Braunschweig und Compiègne. Die Kontakte mit Braunschweig bestehen seit 1968; 1981 wurde ein Freundschaftsvertrag geschlossen und 1985/1986 in eine Städtepartnerschaft umgewandelt. Im Oktober 1991 wurde ein neu gestalteter Freundschaftsgarten „Kiryat Tivʿon – Braunschweig“ eröffnet.